# Zenodosus sanguineus
Zenodosus sanguineus (лат.) — род жесткокрылых насекомых семейства пестряков, единственный представитель рода Zenodosus.

## Распространение
Распространён в Неарктике, в восточной части Скалистых гор.

## Описание
Жук длиной 4—7 мм, смоляно-чёрный или буровато-чёрный. Надкрылья буровато-красные.

## Экология
Живёт под корой деревьев. Жук — хищник, питается насекомыми-дендрофагами. Встречается в лесах из ели красной, вейсмутовой сосны и тсуги канадской.